# الولادة من الخاصرة 2: ساعات الجمر (مسلسل)
ولادة من الخاصرة 2 (ساعات الجمر)، مسلسل سوري عُرض في رمضان 2012 م \1433 هـ. وهو تتمة للجزء الأول من إخراج رشا شربتجي وتأليف سامر رضوان وإنتاج كلاكيت للإنتاج الفني.

## قصة المسلسل
تدور الأحداث حول أكثر من قصة منها قصة الرجل الفقير جابر (قصي خولي) والضابط العسكري المقدم رؤوف (عابد فهد) والمسؤول الكبير في الدولة أبو إياد (عبد الحكيم قطيفان) والإرهابي أبو نبال (باسم ياخور) والفقير مُحب ومساعد الناس أبو الزين (محمد حداقي) وقصص أخرى حول شخصيات مختلفة. بشكل عام تتمحور القصة حول الفساد الإداري في النظام السوري وأحداث الثورة في سوريا وقمع النظام للثورة وفساد بعض الأشخاص باسم الثورة. هذه احداث الجزء الثالث

## أبطال المسلسل
- قصي خولي بدور جابر
- عابد فهد بدور المقدم روؤف
- باسم ياخور بدور أبو نيبال
- محمد حداقي بدور أبو الزين
- فادي صبيح بدور أبو مقداد
- ديما قندلفت بدور سناء
- عبد المنعم عمايري بدور عقيل
- كندة حنا بدور ريم
- شكران مرتجي بدور أم الزين
- زهير درويش بدور مهاب
- صفاء سلطان بدور نجوى
- محمد قنوع بدور عابد
- دانا مارديني بدور حنين
- يزن السيد بدور مازن
- مضر جبر بدور نوفل
- إسماعيل مداح بدور ناصر
- هلا يماني بدور نهلا
- كندة علوش بدور شيرين
- وفاء موصللي بدور جمانة
- إياد أبو الشامات بدور وليد
- منى واصف بدور أم جابر
- عبد الهادي صباغ بدور أبو حسام
- مها المصري بدور أم حازم
- ناهد الحلبي بدور أم سامي
- عبد الحكيم قطيفان بدور أبو إياد
- جلال شموط بدور المقدم فايز
- بشار إسماعيل بدور أبو العنتريات
- محسن غازي
- دينا خانكان
- أمل بوشوشة
- هبة نور بدور مش بزازي ذكاء اصطناعي
- خالد القيش بدور الحكيم منصور طبيب نسا